# Thysanomitrion delagoae
Thysanomitrion delagoae là một loài Rêu trong họ Dicranaceae. Loài này được (Müll. Hal.) Broth. miêu tả khoa học đầu tiên năm 1924.